# Bentall 5
Bentall 5 est un gratte-ciel de bureaux construit à Vancouver au Canada de 2001 à 2007 (d'après Emporis). L'immeuble a une surface de plancher de 53 603 m2 desservis par 16 ascenseurs. L'immeuble a été construit en deux phases. Dans la première phase achevée en 2002, 22 étages ont été construits pour une hauteur de 96 mètres, la seconde phase qui a coûté 80 millions de $ a rajouté 13 étages, et a été achevée en 2007.
Il a été annoncé le 21 mai 2009 que l'immeuble a été vendu à une société allemande pour 300 millions de $.
En juin 2011 Bentall 5 était le 8° plus haut bâtiment de Vancouver.
L'architecte est l'agence Musson Cattell Mackey Partnership.
Le promoteur (developper) est la société Bentall Capital.